# Stichting Blauwe Lijn
De Stichting Blauwe Lijn is een in 2018 opgerichte stichting die zich richt op het behoud van biografische, technische en historische informatie met betrekking tot waterbouwkunde en ingenieurs in het vakgebied van de waterbouw. De organisatie houdt zich bezig met publieksbereik en educatieve programma's, met als doelstellingen:
- het behouden en toegankelijk maken van historische kennis van de Nederlandse waterbouwkunde;
- het onderhouden van een repository (het Trésor der Hollandsche Waterbouw)[1] in digitale vorm, en het verlenen van publieke toegang tot deze repository via een website; de stichting stimuleert het maken van artikelen op Wikipedia over waterbouwkundigen uit de Nederlandse geschiedenis.
- het verbinden van historische kennis met hedendaagse en toekomstige uitdagingen in het waterbeheer, waarbij studenten, experts en kennisnetwerken bij het proces worden betrokken.

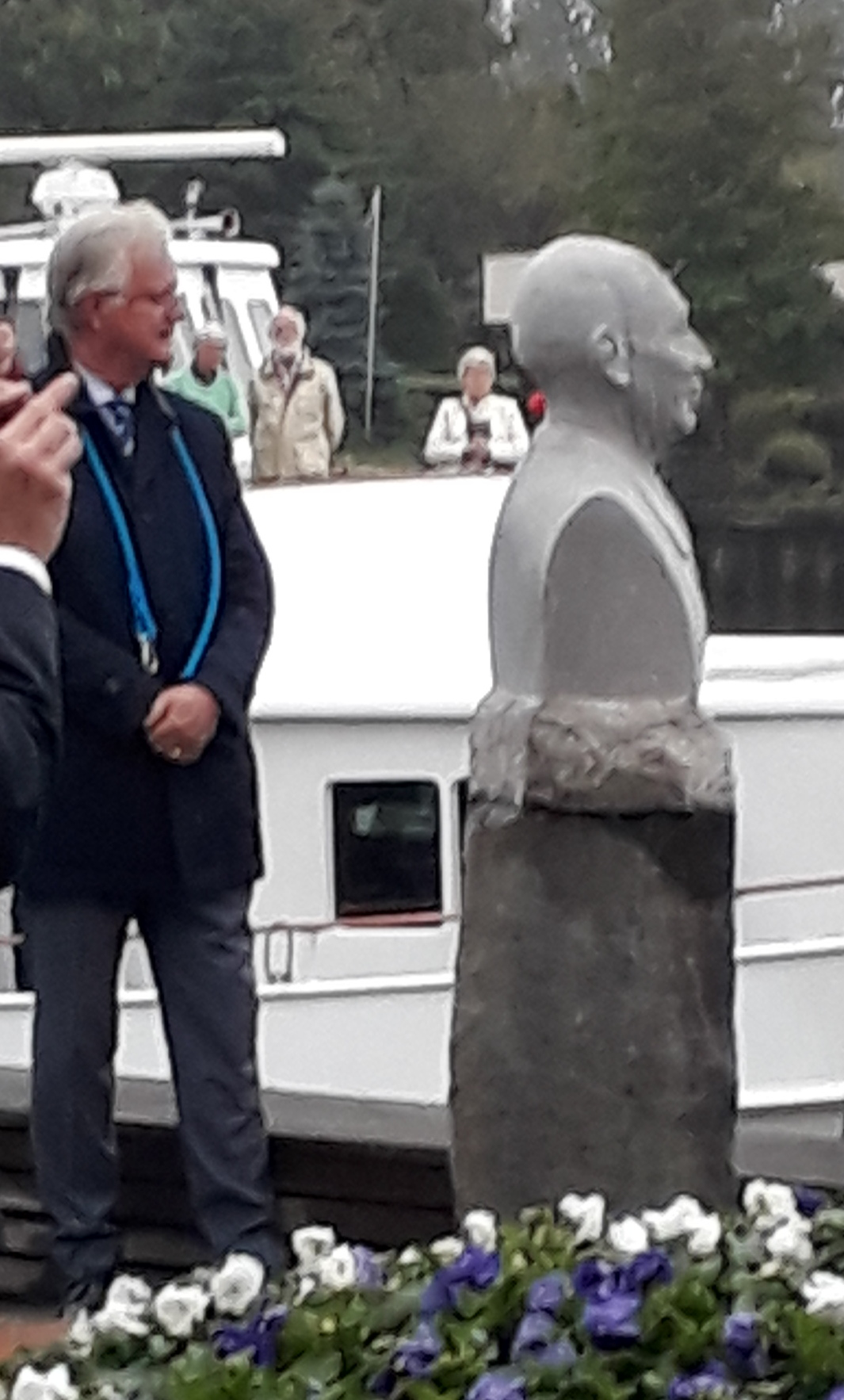
Onthulling standbeeld Johan van Veen in Capelle aan den IJssel. Het beeld kijkt uit op de Hollandsche IJsselkering, het eerste Deltawerk.

Aanleiding tot de oprichting van de stichting was het feit dat bij het publiek Johan van Veen onbekend bleek te zijn als "vader van het Deltaplan". Daarbij kwam dat de erven van Johan van Veen een goede bestemming zochten voor de documenten die zij nog bezaten. De stichting in oprichting heeft er toen voor gezorgd dat deze documenten bij erkende erfgoedinstanties (zoals het Nationaal Archief en het Zeeuws Archief) ondergebracht konden worden. Ook heeft het bijgedragen aan de plaatsing van een standbeeld van Johan van Veen.
De stichting is geen erfgoedinstantie in de zin dat objecten, gebouwen of documenten beheerd worden; de stichting maakt zich sterk voor het onderbrengen van het (met name immateriële) erfgoed bij bestaande erfgoedinstanties en er voor te zorgen dat de daar ondergebrachte kennis eenvoudig voor een algemeen publiek toegankelijk is. De stichting stimuleert dat deze kennis ook door nieuwe generaties gebruikt kan en zal worden. Hiervoor worden workshops en hackathons georganiseerd.
De stichting zet projecten op rond thema's en belangrijke waterbouwkundigen. Medio 2024 waren er onder andere projecten gerealiseerd rond vader en zoon De Rijke (Johannis en Hendrik), Jan Agema en Frank Spaargaren.
Daarnaast stimuleert de stichting het aanmaken van Wikipedia-bladzijden over belangrijke Nederlandse waterbouwkundigen uit het verleden.